# Viry-Noureuil
Viry-Noureuil ist eine französische Gemeinde mit 1.682 Einwohnern (Stand: 1. Januar 2022) im Département Aisne in der Region Hauts-de-France; sie gehört zum Arrondissement Laon, zum Kanton Chauny und zum Gemeindeverband Chauny-Tergnier-La Fère. Die Einwohner werden Virois und Viroises genannt.

## Geografie
Die Gemeinde Viry-Noureuil liegt am Sambre-Oise-Kanal zwischen den Städten Chauny und Tergnier, etwa 35 Kilometer westnordwestlich von Laon. Die Oise bildet die südliche Gemeindegrenze. Durch die Gemeinde führt die frühere Route nationale 32 (heutige D1032). Nachbargemeinden von Viry-Noureuil sind Frières-Faillouël im Norden, Tergnier im Nordosten und Osten, Condren im Osten, Sinceny im Süden, Chauny im Südwesten und Westen sowie Villequier-Aumont im Nordwesten.

## Bevölkerungsentwicklung
| Jahr                       | 1962 | 1968 | 1975 | 1982 | 1990 | 1999 | 2006 | 2012 | 2022 |
| Einwohner                  | 1341 | 1379 | 1441 | 1674 | 1839 | 1843 | 1952 | 1785 | 1682 |
| Quellen: Cassini und INSEE |      |      |      |      |      |      |      |      |      |

## Sehenswürdigkeiten

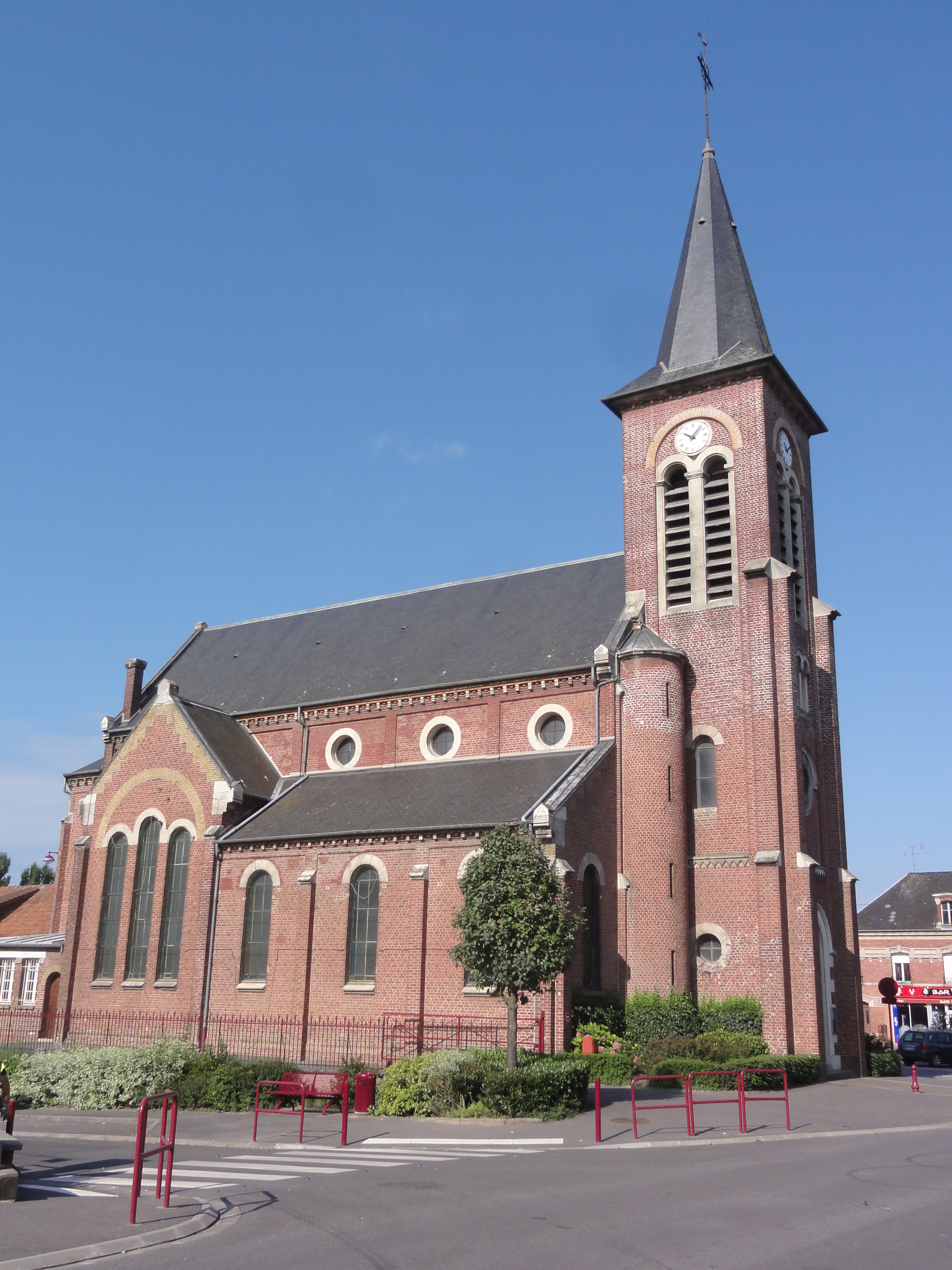
Kirche Saint-Martin
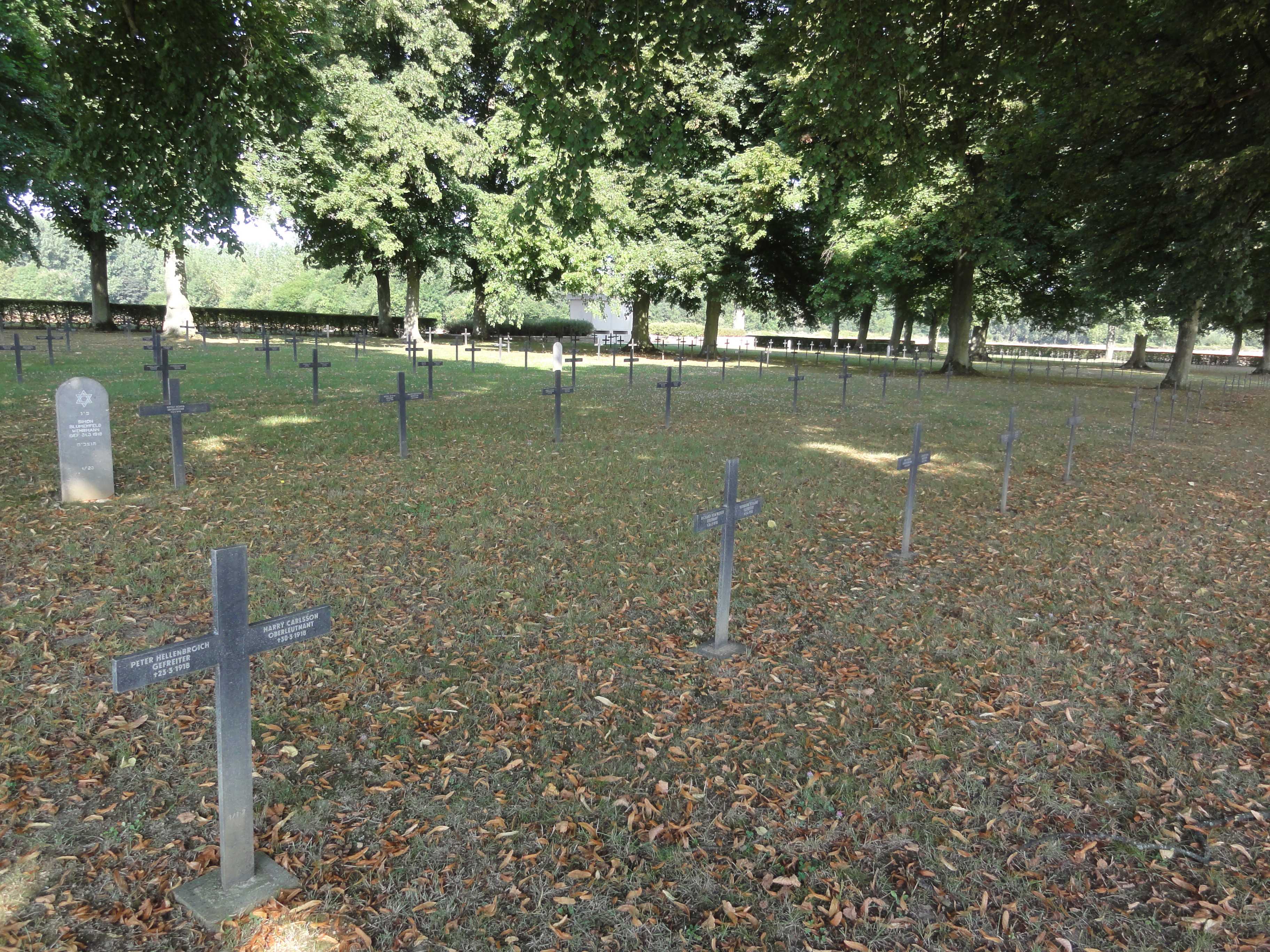
Deutsche Kriegsgräberstätte von Viry-Noureuil, 1613 begrabene Soldaten des Ersten Weltkriegs
- Schloss Rouez

- Kirche Saint-Martin
- Deutsche Kriegsgräberstätte